# Death Stranding 2: On the Beach
Death Stranding 2: On the Beach — компьютерная игра в жанре action-adventure, разработанная японской компанией Kojima Productions в сотрудничестве с Guerrilla Games и PlayStation Studios XDev и изданная Sony Interactive Entertainment. Является сиквелом компьютерной игры Death Stranding.

## Разработка

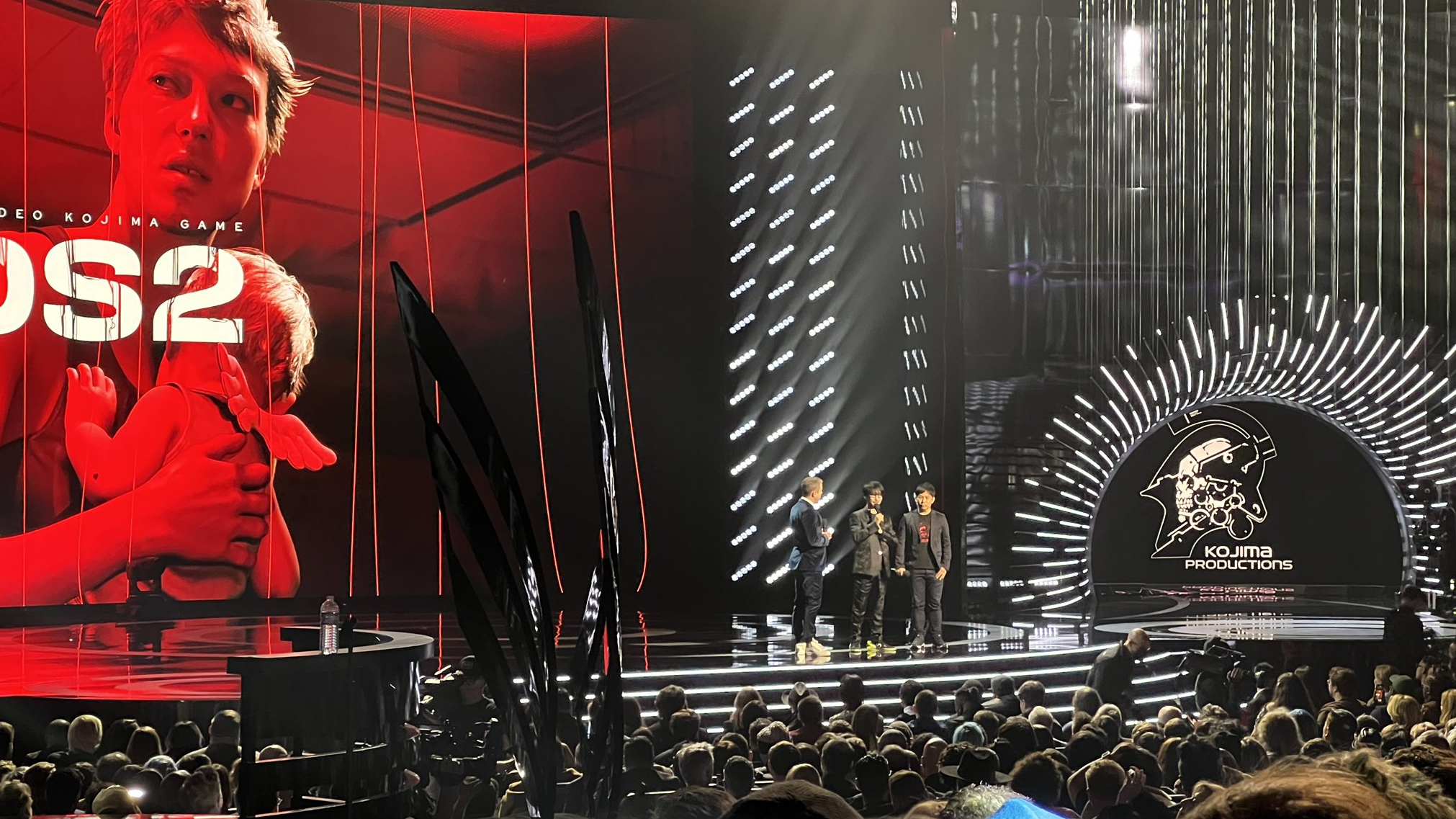
Анонс Death Stranding 2 на The Game Awards 2022

Впервые о том, что продолжение игры находится в разработке, стало известно в мае 2022 года, когда Норман Ридус принял участие в интервью изданию Leo Edit, чтобы рассказать о своей работе над игрой. В беседе с Иларией Урбинати Ридус воскликнул: «Мы только что начали работу над второй частью». Позже в интервью он вспоминал о том, как «игра вышла и завоевала все эти награды, и это было грандиозно», а затем повторил, что команда разработчиков «только что приступила к работе над второй частью». В ответ на это руководитель разработки игры Хидэо Кодзима опубликовал в Twitter серию фотографий, на которых в шутку бьёт Ридуса, со словами: «иди в свою комнату, друг мой».
Официально Death Stranding 2 — без подзаголовка — была анонсирована 8 декабря 2022 года на мероприятии The Game Awards 2022. На этот момент название считалось «рабочим» и могло ещё измениться. На мероприятии State of Play в январе 2024 года игра была представлена уже под названием Death Stranding 2: On the Beach. Релиз игры состоялся 26 июня 2025 года.
Death Stranding 2, как и первая часть, использует для озвучивания и анимации персонажей с помощью захвата движения известных киноактёров. К тем же ролям, что и в первой части, вернулись актёры Норман Ридус (Сэм Портер-Бриджес), Леа Сейду (Фрэджайл) и Трой Бейкер (Хиггс). К проекту присоединились и другие актёры — Эль Фаннинг (Завтра) и Сиори Куцуна (Тучка). Лука Маринелли выступил моделью для захвата движения и озвучил героя Нила — Кодзима ранее отмечал сходство актёра с Солидом Снейком из серии Metal Gear, и Нил в Death Stranding 2 носит такую же налобную бандану, как у Снейка. Мадс Миккельсен не вернулся к роли Клиффа Унгера — история этого героя была завершена в первой части игры. Для дизайна некоторых персонажей была использована внешность знаменитых кинематографистов, тогда как озвучивали героев и обеспечивали захват движения для них профессиональные актёры. Врач Тармэн, управляющий летающим кораблём DHV Magellan, был создан по образу и подобию кинорежиссёра Джорджа Миллера; черты Доллмэна — живой куклы-марионетки, которую Сэм подвешивает к поясу — были срисованы с внешности Фатиха Акина.
По словам Хидэо Кодзимы, первый сценарий Death Stranding 2 был написан ещё до пандемии COVID-19, примерно тогда же, когда вышла первая игра. Эта первая концепция оказалась неприятной на фоне событий в реальном мире, и геймдизайнер решился переписать его с нуля — он не желал больше «предсказывать будущее». Новый сценарий тоже в некоторой степени связан с пандемией, но затрагивал тему цифровых связей между людьми, ставших особенно актуальными в ковид — вроде удалённой работы через интернет. Пандемия подтолкнула Кодзиму к выводу о том, что такие связи не удовлетворяют человеческие нужды — «мы по своей природе исследователи». Разобщённый мир не может вернуться к допандемийному порядку вещей — нужно переоценивать само понятие «связи».

## Отзывы критиков
| Сводный рейтинг       | Сводный рейтинг |
| Агрегатор             | Оценка          |
| --------------------- | --------------- |
| Metacritic            | 90/100          |
| OpenCritic            | 96%             |
| Иноязычные издания    |                 |
| Издание               | Оценка          |
| Digital Trends        | [ 13 ]          |
| Edge                  | 7/10            |
| Eurogamer             | [ 15 ]          |
| Game Informer         | 8,75/10         |
| GameSpot              | 7/10            |
| GamesRadar+           | [ 18 ]          |
| IGN                   | 9/10            |
| NME                   | [ 20 ]          |
| Push Square           | [ 21 ]          |
| The Guardian          | [ 22 ]          |
| VG247                 | [ 23 ]          |
| VideoGamer            | 9/10            |
| Video Games Chronicle | [ 25 ]          |

После выхода Death Stranding 2: On the Beach удостоилась «всеобщего признания» со стороны критиков, согласно агрегатору рецензий Metacritic. По данным OpenCritic, 96 % рецензентов рекомендовали игру, средняя оценка от критиков составила 90 баллов из 100.
Саймон Карди из IGN охарактеризовал продолжение как «более совершённое достижение практически во всех аспектах» по сравнению с оригиналом, назвав его «изобретательным путешествием, полным как потрясений, так и восторга — смелой работой, которую стоит поощрять».

### Награды и номинации
В 2023 году Death Stranding 2: On the Beach была номинирована на премию Golden Joystick Awards в категории «Самая ожидаемая игра». Игра также вошла в список номинантов в категории «Самая ожидаемая игра» на церемонии The Game Awards 2024.